# 広島市立砂谷中学校
広島市立砂谷中学校（ひろしましりつさごたにちゅうがっこう）は、広島県広島市佐伯区湯来町大字伏谷にある公立中学校。

## 概要
佐伯区の北部に位置し廿日市市に隣接する、東西10キロ、南北12キロ、面積44平方キロメートルの小盆地を中心とした地域にある中学校。周辺地域は古くから米の産地として知られていたが、1941年（昭和16年）頃から酪農が盛んになった。1978年（昭和53年）、1979年（昭和54年）頃から、校区内の宅地造成により生徒数が急増したが、現在は団地の高齢化に伴い生徒数の減少が著しい状況となっている。 

## 沿革
- 1947年（明治22年）初代校長清水源次郎が就任。
- 2002年（平成14年）干潟研究者の政木恵美子が校長に就任。

- 2005年（平成17年）4月25日 - 湯来町の広島市への合併により、広島市立砂谷中学校と改称[1]。

## 校区
- 広島市立湯来南小学校の校区[3]
  - 湯来町大字伏谷、湯来町大字白砂、湯来町大字葛原、杉並台

## アクセス
- JR山陽本線 五日市駅下車
- 広島電鉄宮島線 広電五日市駅下車
  - 南口より、広電バス「湯来・杉並台団地線」乗車、「砂谷中学校前」下車、徒歩1分 または、「湯来川角」下車、徒歩3分[4]